# Stichting Sigillis Regiis Praesidio
De Stichting Sigillis Regiis Praesidio is in januari 2002 op initiatief van koningin Beatrix door het hof opgericht ter bescherming van officiële symbolen van het Huis Oranje Nassau, zoals namen, wapens, monogrammen en emblemen. De Latijnse naam betekent Ter bescherming van de koninklijke zegels. 
De stichting is gevestigd op Paleis Noordeinde en zal in actie komen - op verzoek van een lid van de familie Van Oranje, of op eigen initiatief - indien inbreuk wordt gemaakt op auteursrecht of merkenrecht van de familie Van Oranje. Het beheer van het portretrecht van leden van het Koninklijk Huis blijft bij de Rijksvoorlichtingsdienst.
Het bestaan van de stichting werd op 21 juni 2003 bekendgemaakt door de Rijksvoorlichtingsdienst. Advocaat Wiersma verklaarde niet gelukkig te zijn met het bestaan van een Máximapop met zwangere buik waaruit een kindje kon worden gehaald, maar juridische stappen bleven achterwege.
De stichting kreeg op 8 december 2003 landelijke bekendheid, toen uit een onderzoek op IP-adressen bleek dat deze stichting op 7 december de domeinnaam catharina-amalia.nl had vastgelegd. Dit voedde speculaties dat de op 7 december geboren dochter van prins Willem-Alexander en prinses Máxima Catharina-Amalia zou gaan heten. Toen prins Willem-Alexander op 9 december 2003 bij de burgerlijke stand van Den Haag aangifte van de geboorte van zijn dochter deed, werden de vermoedens bevestigd.